# Albertskreuz
Das Naturschutzgebiet Albertskreuz liegt im Donnersbergkreis in Rheinland-Pfalz.
Das 34,2 ha große Gebiet, das im Jahr 1956 unter Naturschutz gestellt wurde, erstreckt sich nordwestlich der Kernstadt Kirchheimbolanden und westlich des Ortsteils Haide um den gleichnamigen Gipfel bzw. trigonometrischen Punkt (399,3 m) im sogenannten Bürgerwald an der Nordabdachung des Donnersbergs, Nordpfälzer Bergland. Direkt an seinem Ostrand fließt der quellnahe Oberlauf des Wiesbachs gen Norden. Die Landesstraße L 399 verläuft etwa 1,3 km östlich entfernt, die L 404 in etwa 1 km südlicher Entfernung; zwischen beiden umkreist die L 386 das Gebiet südöstlich.